# Sumba (República Democrática del Congo)
La isla Sumba (en francés: île Sumba) es la isla más grande del río de Congo. Su superficie total es de cerca de 500 kilómetros cuadrados (190 millas cuadradas). Pertenece a República Democrática del Congo.
No debe ser confundida con una isla indonesia también llamada Sumba.